# Владичанска држава
Владичанска држава је хијерократски облик државне власти, у коме се на челу државе налази свештено лице које је носилац владичанског (архијерејског) чина. У политичкој теорији, појам владичанске државе се употребљава као ознака за политички ентитет који је уређен као специфична монархија, на челу са изборним или наследним монархом који је уједно и носилац владичанског чина, у одговарајућем јерархијском степену (епископ, архиепископ, митрополит, патријарх).
Прве владичанске државе развиле су се током средњег века, када су поједини епископи, поред духовне власти у својим епископијама, почели да добијају и световна овлашћења на одређеним територијама, које су се временом развиле у посебне феудалне ентитете са елементима државности. Тај процес је био посебно изражен у немачким областима Светог римског царства. Уз подршку царске власти, на тим просторима је настало неколико великих и већи број мањих владичанских држава, које су опстале све до почетка 19. века, када су укинуте, након чега су њихове територије подељене између суседних световних држава.
Међу најпознатјим владичанским државама у историји биле су: Папска држава на челу са римским папом и Аквилејска држава на челу са аквилејским патријархом.

## Владичанска држава Црна Гора
У историји српског народа, најпознатији пример за ову врсту државне власти је владичанска држава Црна Гора, која је постојала од краја 17. века, до успостављања редовне световне власти 1852. године.